# Lukáš Droppa
Lukáš Droppa (sinh ngày 22 tháng 4 năm 1989) là một cầu thủ bóng đá Cộng hòa Séc thi đấu ở vị trí tiền vệ cho ŠK Slovan Bratislava và đội tuyển quốc gia Cộng hòa Séc.

## Sự nghiệp
Ngày 13 tháng 7 năm 2016, anh ký bản hợp đồng 2 năm cùng với đội bóng Nga FC Tom Tomsk.
Ngày 21 tháng 1 năm 2017, anh chuyển đến Thổ Nhĩ Kỳ, ký hợp đồng 1,5 năm cùng với Bandırmaspor.

## Sự nghiệp quốc tế
Droppa được triệu tập lần đầu tiên vào đội tuyển Cộng hòa Séc cho vòng loại 2018 FIFA World Cup s trước Đức và Đội tuyển bóng đá quốc gia AzerbaijanAzerbaijan vào tháng 10 năm 2016.